# Сритранг, Вэнди
Вэнди Сритранг (тайск. วันดี ศรีตรัง; 23 февраля 1950 года — 31 августа 1975 года) — таиландская модель и актриса.

## Биография
Родилась 23 февраля 1950 года в семье китаянки и британского офицера. После победы в конкурсе красоты «Мисс Таиланд» замечена режиссёром Пиаком Постером, который занимался поиском новых талантов.
Первая картина «Измена» (в советском прокате — «Нарушенная верность», тайск. ชู้, 1972) принесла ей широкую известность. В том же году она получила премию Сарасвати за роль в данном фильме. В последующие 4 года актриса снялась ещё в 16 фильмах.
Актриса рано овдовела. От брака с мужем-пакистанцем осталось двое детей.
Умерла в 1975 году в возрасте 25 лет. Как сообщали родственники, Вэнди с детства страдала от болезни сердца, после рождения дочери, за шесть месяцев до смерти, часто падала в обмороки. Тело актрисы не было предоставлено для судебно-медицинской экспертизы, поскольку она умерла не насильственной смертью.

## Фильмография
|      | Русское название     | Тайское название | Международное название | Релиз |
| ---- | -------------------- | ---------------- | ---------------------- | ----- |
| 1972 | Нарушенная верность  | ชู้                | The Adulterer          | DVD   |
| 1973 | Я жажду              | รัญจวนจิต          |                        |       |
| 1973 | Вода, песок мельницы | น้ำเซาะทราย       |                        | DVD   |
| 1974 | Жёлтые одежды        | ชายผ้าเหลือง       | The Yellow Robes       | DVD   |
| 1974 | เจ้าชายห่อหมก          |                  |                        |       |